# مجموعه بردوک
مجموعه بردوک مربوط به دوره صفوی است و در شهرستان ارومیه، بخش صومای برادوست، روستای بردوک واقع شده و این اثر در تاریخ ۳۰ فروردین ۱۳۶۶ با شمارهٔ ثبت ۱۷۲۲ به‌عنوان یکی از آثار ملی ایران به ثبت رسیده است.